# Бестендигова, Ольга
Ольга Бестендигова  (словац. Oľga Beständigová; род. 2 мая 1979, Братислава) — словацкая и турецкая фигуристка выступающая в парном катании. Вместе со своим братом Йозефом она четырёхкратная чемпионка Словакии и победительница турнира «Мемориал Ондрея Непелы» 2002 года. Вместе с бывшим турецким футболистом Ильханом Мансызом — участница нескольких международных турниров и чемпионка Турции в 2015 году.

## Карьера
Ольга и Йозеф Бестендиги представляли Словакию на зимних Олимпийских играх 2002 года, где заняли 17-е место. В целом, на чемпионатах мира занимали места в районе второго десятка, а на чемпионатах Европы несколько раз входили в десятку. После Олимпиады-2002 пара распалась: Ольга завершила карьеру, а Йозеф отправился в США и пробовал скататься с другими партнёршами. В сезоне 2004—2005 брат с сестрой снова начали выступать вместе, однако продержались лишь сезон, так как словацкая Федерация фигурного катания отказала им в финансировании.
После окончания спортивной карьеры Ольга принимала участие в различных шоу, в частности, она выступала телешоу «Buzda Dans» (аналог «Танцев на льду») на турецком телевидении в сезонах 2006/07 и 2007/08. Второй сезон она выиграла вместе с бывшим турецким футболистом Ильханом Мансызом. В 2010 году Ильхан Мансыз заявил, что они с Ольгой начали подготовку к участию в Олимпиаде в Сочи в парном фигурном катании. Спортсмены решили выступать за Турцию и тренироваться у известного немецкого тренера Александра Кёнига. Пара дебютировала в квалификационном турнире Nebelhorn Trophy 2013. Для Ольги это стало первым официальным соревнованием за 8 лет. Они заняли 19-е, последнее место, и на Олимпиаду не отобрались. Тем не менее, Бестендигова и Мансыз продолжили участие в соревнованиях, в частности, выступили на турнире Мемориал Ондрея Непелы 2013 в Словакии. Самое удивительное было то, что и в следующем году пара продолжала выступление на турнире в австрийском Граце и хорватском турнире Золотой конёк Загреба 2014.

## Спортивные достижения

### За Турцию
(с И. Мансызом)
| Соревнования/Сезон    | 2013–2014 | 2014–2015 |
| --------------------- | --------- | --------- |
| Золотой конёк Загреба |           | 9         |
| турнир в Граце        |           | 8         |
| Nebelhorn Trophy      | 19        |           |
| Турнир Нестли         |           | 5         |
| Мемориал Непелы       | 5         |           |
| Чемпионат Турции      | 1         |           |

### За Словакию
(с Й.Бестендигом)
| Соревнования            | 1996—97 | 1997—98 | 1998—99 | 1999—00 | 2000—01 | 2001—02 | 2004—05 |
| ----------------------- | ------- | ------- | ------- | ------- | ------- | ------- | ------- |
| Зимние Олимпийские игры |         |         |         |         |         | 17      |         |
| Чемпионаты мира         |         | 18      | 17      | 18      | 22      |         | 15      |
| Чемпионаты Европы       | 17      | 12      | 10      | 12      | 7       | 13      | 8       |
| Чемпионаты Словакии     |         |         |         | 1       | 1       | 1       | 1       |
| Skate America           |         | 8       |         |         |         |         |         |
| Мемориал Карла Шефера   |         | 10      | 3       |         |         |         |         |
| Мемориал Ондрея Непелы  |         |         | 2       | 2       |         | 1       |         |
| Skate Israel            |         |         | 3       | 3       |         |         |         |